# Shiling, Huadu
Shiling (kinesiska: 狮岭) är en köping i sydöstra Kina. Den ligger i stadsdistriktet Huadu i provinshuvudstaden Guangzhou i provinsen Guangdong,, omkring 38 kilometer norr om centrala Guangzhou. Antalet invånare är 203 254. Befolkningen består av 99 325 kvinnor och 103 929 män. Barn under 15 år utgör 6,0 %, vuxna 15-64 år 89 %, och äldre över 65 år 3,0 %.